# Championnat de Nouvelle-Zélande de football 2004
Navigation
Saison précédente Saison suivante
La saison 2004 du Championnat de Nouvelle-Zélande de football est la 35e édition du championnat de première division en Nouvelle-Zélande. L'ensemble des clubs ayant évolué en National Soccer League la saison dernière sont reversés au sein de leur championnat régional respectif. La compétition se déroule cette saison en deux phases : lors de la première, disputée dans les régions, les équipes s'affrontent deux fois, à domicile et à l'extérieur. Le premier de chaque poule régionale est qualifié pour la phase finale nationale, avec un barrage à disputer pour certains vainqueurs de région.
Afin de mettre en place le futur New Zealand Football Championship dès octobre, la phase finale du championnat est annulée et le titre n'est donc pas décerné cette saison. À partir de la saison prochaine, ce sont des franchises et non plus des clubs qui concourront en championnat. Les équipes géographiquement proches sont donc obligées de fusionner entre elles ou de devenir des équipes réserves des futures franchises néo-zélandaises.

## Compétition

### Première phase
Le barème utilisé pour établir le classement est le suivant :
- Victoire : 3 points
- Match nul : 1 point
- Défaite : 0 point

#### Northern Premier League
| Rang | Équipe                      | Pts | J  | G  | N | P  | Bp | Bc | Diff |
| ---- | --------------------------- | --- | -- | -- | - | -- | -- | -- | ---- |
| 1    | Central United FC           | 67  | 26 | 22 | 1 | 3  | 76 | 19 | +57  |
| 2    | Bay Olympic                 | 57  | 26 | 18 | 3 | 5  | 68 | 48 | +20  |
| 3    | University-Mount Wellington | 52  | 26 | 16 | 4 | 6  | 62 | 37 | +25  |
| 4    | North Shore United AFC      | 51  | 26 | 17 | 0 | 9  | 62 | 43 | +19  |
| 5    | Eastern Suburbs AFC         | 44  | 26 | 13 | 5 | 8  | 51 | 36 | +15  |
| 6    | Waitakere City FC           | 38  | 26 | 12 | 2 | 12 | 43 | 41 | +2   |
| 7    | Tauranga City United AFC    | 36  | 26 | 11 | 3 | 12 | 52 | 44 | +8   |
| 8    | East Coast Bays             | 30  | 26 | 8  | 6 | 12 | 34 | 42 | -8   |
| 9    | Mangere United AFC          | 31  | 26 | 9  | 4 | 13 | 42 | 50 | -8   |
| 10   | Ellerslie AFC               | 28  | 26 | 8  | 4 | 14 | 34 | 62 | -28  |
| 11   | Metro AFC                   | 25  | 26 | 7  | 4 | 15 | 43 | 65 | -22  |
| 12   | Glenfield Rovers AFC        | 23  | 26 | 6  | 5 | 15 | 39 | 61 | -22  |
| 13   | Melville United AFC         | 20  | 26 | 4  | 8 | 14 | 24 | 52 | -28  |
| 14   | Onehunga Sports             | 18  | 26 | 5  | 3 | 18 | 29 | 59 | -30  |

|  | Participation à la phase finale nationale    |
|  | Participation au barrage de relégation       |
|  | Relégation directe en Northern Second League |

#### Central Premier League
| Rang | Équipe                   | Pts | J  | G  | N | P  | Bp | Bc | Diff |
| ---- | ------------------------ | --- | -- | -- | - | -- | -- | -- | ---- |
| 1    | Napier City Rovers AFC   | 43  | 18 | 14 | 1 | 3  | 67 | 24 | +43  |
| 2    | Palmerston North Marist  | 39  | 18 | 12 | 3 | 3  | 61 | 17 | +44  |
| 3    | Gisborne City AFC        | 39  | 18 | 12 | 3 | 3  | 45 | 23 | +22  |
| 4    | Havelock North Wanderers | 34  | 18 | 10 | 4 | 4  | 42 | 34 | +8   |
| 5    | Manawatu AFC             | 32  | 18 | 10 | 2 | 6  | 39 | 18 | +21  |
| 6    | Red Sox                  | 23  | 18 | 7  | 2 | 9  | 26 | 38 | -12  |
| 7    | Team Taranaki            | 21  | 18 | 6  | 3 | 9  | 34 | 31 | +3   |
| 8    | Wanganui East Athletic   | 19  | 18 | 6  | 1 | 11 | 29 | 53 | -24  |
| 9    | Taradale AFC             | 7   | 18 | 2  | 1 | 15 | 19 | 62 | -43  |
| 10   | Massey University        | 3   | 18 | 1  | 0 | 17 | 17 | 79 | -62  |

|  | Participation à la phase finale nationale |

#### Wellington Premier League
| Rang | Équipe                   | Pts | J  | G  | N | P  | Bp | Bc | Diff |
| ---- | ------------------------ | --- | -- | -- | - | -- | -- | -- | ---- |
| 1    | Miramar Rangers          | 45  | 18 | 14 | 3 | 1  | 64 | 19 | +45  |
| 2    | Wellington Olympic AFC   | 41  | 18 | 13 | 2 | 3  | 54 | 19 | +35  |
| 3    | Western Suburbs SC       | 40  | 18 | 12 | 4 | 2  | 48 | 20 | +28  |
| 4    | Lower Hutt City AFC      | 33  | 18 | 10 | 3 | 5  | 47 | 28 | +19  |
| 5    | Petone SC                | 27  | 18 | 8  | 3 | 7  | 32 | 28 | +4   |
| 6    | Wellington United AFC    | 26  | 18 | 8  | 2 | 8  | 31 | 34 | -3   |
| 7    | Waterside Karori         | 17  | 18 | 5  | 2 | 11 | 28 | 50 | -22  |
| 8    | Brooklyn Northern United | 11  | 18 | 3  | 2 | 13 | 11 | 54 | -43  |
| 9    | Island Bay United        | 9   | 18 | 2  | 3 | 13 | 23 | 49 | -26  |
| 10   | Tawa AFC                 | 7   | 18 | 1  | 4 | 13 | 22 | 59 | -37  |

|  | Participation à la phase finale nationale |

#### Canterbury Premier League
| Rang | Équipe                   | Pts | J  | G  | N | P  | Bp | Bc | Diff |
| ---- | ------------------------ | --- | -- | -- | - | -- | -- | -- | ---- |
| 1    | Nelson Suburbs           | 45  | 18 | 14 | 3 | 1  | 49 | 13 | +36  |
| 2    | Ferrymead Bays           | 41  | 18 | 12 | 5 | 1  | 41 | 22 | +19  |
| 3    | Christchurch Technical   | 29  | 18 | 9  | 2 | 7  | 34 | 24 | +10  |
| 4    | Halswell United          | 26  | 18 | 7  | 5 | 6  | 41 | 29 | +12  |
| 5    | Western AFC              | 26  | 18 | 6  | 8 | 4  | 30 | 27 | +3   |
| 6    | Nomads United AFC        | 24  | 18 | 7  | 3 | 8  | 40 | 32 | +8   |
| 7    | Christchurch Rangers AFC | 22  | 18 | 6  | 4 | 8  | 27 | 36 | -9   |
| 8    | Christchurch United AFC  | 21  | 18 | 5  | 6 | 7  | 22 | 29 | -7   |
| 9    | Avon United              | 10  | 18 | 1  | 7 | 10 | 9  | 42 | -33  |
| 10   | New Brighton AFC         | 3   | 18 | 0  | 3 | 15 | 12 | 51 | -39  |

|  | Participation à la phase finale nationale |
|  | Participation au barrage de relégation    |

#### Southern Premier League
| Rang | Équipe                | Pts | J  | G  | N | P  | Bp | Bc | Diff |
| ---- | --------------------- | --- | -- | -- | - | -- | -- | -- | ---- |
| 1    | Caversham AFC         | 48  | 18 | 15 | 3 | 0  | 77 | 15 | +62  |
| 2    | Roslyn Wakari AFC     | 40  | 18 | 13 | 1 | 4  | 39 | 15 | +24  |
| 3    | Mosgiel AFC           | 31  | 18 | 9  | 4 | 5  | 37 | 23 | +14  |
| 4    | Dunedin Technical AFC | 28  | 18 | 7  | 7 | 4  | 32 | 25 | +7   |
| 5    | Otago University      | 25  | 18 | 7  | 4 | 7  | 35 | 28 | +7   |
| 6    | Northern AFC          | 24  | 18 | 7  | 3 | 8  | 37 | 35 | +2   |
| 7    | Southland Spirit      | 22  | 18 | 6  | 4 | 8  | 40 | 44 | -4   |
| 8    | Green Island FC       | 16  | 18 | 4  | 4 | 10 | 25 | 40 | -15  |
| 9    | Grant Braes AFC       | 10  | 18 | 3  | 1 | 14 | 11 | 80 | -69  |
| 10   | Queenstown Rovers AFC | 9   | 18 | 2  | 3 | 13 | 28 | 56 | -28  |

|  | Participation à la phase finale nationale |

### Phase finale
La phase finale nationale aurait dû rassembler à Wellington en septembre 2004 les vainqueurs de chacun des championnats régionaux : Central United FC (Northern League), le vainqueur du play-off entre Napier City Rovers et Miramar Rangers ainsi que le vainqueur du play-off entre Caversham AFC et Nelson Suburbs. La compétition est purement et simplement annulée, pour des raisons de coûts trop élevés pour les équipes qualifiées mais aussi afin de permettre la mise en place, dès octobre, de la toute nouvelle mouture du championnat, disputées par des franchises : la New Zealand Football Championship.

## Bilan de la saison
| Championnat de Nouvelle-Zélande de football 2004                             |                     |
| Champion                                                                     | Aucun (Xe titre)    |
| Coupes et trophées                                                           |                     |
| Vainqueur de la Coupe de Nouvelle-Zélande 2004                               | Miramar Rangers AFC |
| Promotions et relégations                                                    |                     |
| Promus en Championnat de Nouvelle-Zélande de football                        | Aucun               |
| Relégués en Championnat de Nouvelle-Zélande de football de deuxième division | Aucun               |